# Gil Mały
Gil Mały [pronunciación en polaco: /ˈɡil ˈmawɨ/] (en alemán: Klein Gehlfeld) es un pueblo en el distrito administrativo de Gmina Miłomłyn, dentro del Distrito de Ostróda, Voivodato de Varmia y Masuria, en el norte Polonia. Se encuentra aproximadamente 8 kilómetros al sudoeste de Miłomłyn, 15 kilómetros al oeste de Ostróda, y 50 kilómetros al oeste de la capital regional, Olsztyn.